# Klumpang Kebon
Klumpang Kebon is een bestuurslaag in het regentschap Deli Serdang van de provincie Noord-Sumatra, Indonesië. Klumpang Kebon telt 12.364 inwoners (volkstelling 2010).